# (571) Dulcinée
(571) Dulcinée ((571) Dulcinea) est un astéroïde de la ceinture principale découvert par Paul Götz le 4 septembre 1905.
Il a été ainsi baptisé en référence au personnage de Dulcinée, dans le roman Don Quichotte de Miguel de Cervantes (1547 - 1616), écrivain espagnol.